# Résolution 1274 du Conseil de sécurité des Nations unies
Membres permanents
- Chine
- États-Unis
- France
- Royaume-Uni
- Russie

Membres non permanents
- Argentine
- Bahrain
- Brésil
- Canada
- Gabon
- Gambie
- Malaisie
- Namibie
- Pays-Bas
- Slovénie

Résolution no 1273 Résolution no 1275
La résolution 1274 du Conseil de sécurité des Nations unies a été adoptée à l'unanimité le 12 novembre 1999. Après avoir rappelé toutes les résolutions sur la situation au Tadjikistan et le long de la frontière tadjiko-afghane, le Conseil a prorogé le mandat de la Mission d'observation des Nations unies au Tadjikistan (MONUT) pour une période de six mois supplémentaires, jusqu'au 15 mai 2000 et a abordé les préparatifs des prochaines élections législatives dans le pays.
Dans le préambule de la résolution, le Conseil a noté que des progrès significatifs avaient été accomplis dans l'amélioration de la paix au Tadjikistan. La United Tajik Opposition (UTO) a déclaré qu'elle dissoudrait ses unités et la Cour suprême avait levé les restrictions et l'interdiction des partis politiques de l'UTO. Il a reconnu que des élections présidentielles avaient eu lieu le 6 novembre 1999. La situation en matière de sécurité est restée calme dans la plupart des régions du pays, bien que certaines régions restent tendues.
Les parties ont été invitées à prendre de nouvelles mesures pour appliquer pleinement l'accord de paix et les préparatifs en vue d'élections parlementaires libres, équitables et démocratiques. Le Conseil a réaffirmé l'importance de la participation de l'Organisation des Nations unies et de l'Organisation pour la sécurité et la coopération en Europe (OSCE) à la préparation et au suivi des élections parlementaires, car il s'agissait du dernier événement majeur de la phase de transition envisagée dans l'accord de paix.
La situation humanitaire au Tadjikistan restait une préoccupation pour le Conseil de sécurité et les États membres ont été invités à verser des contributions volontaires à des projets de démobilisation et de réintégration et à soutenir les élections. Le Secrétaire général Kofi Annan a été prié de rendre compte de la situation dans le pays après les élections législatives et dans les quatre mois suivant l'adoption de la résolution actuelle, en particulier en ce qui concerne le rôle futur de l'ONU au Tadjikistan.